# Mibu no Tadamine

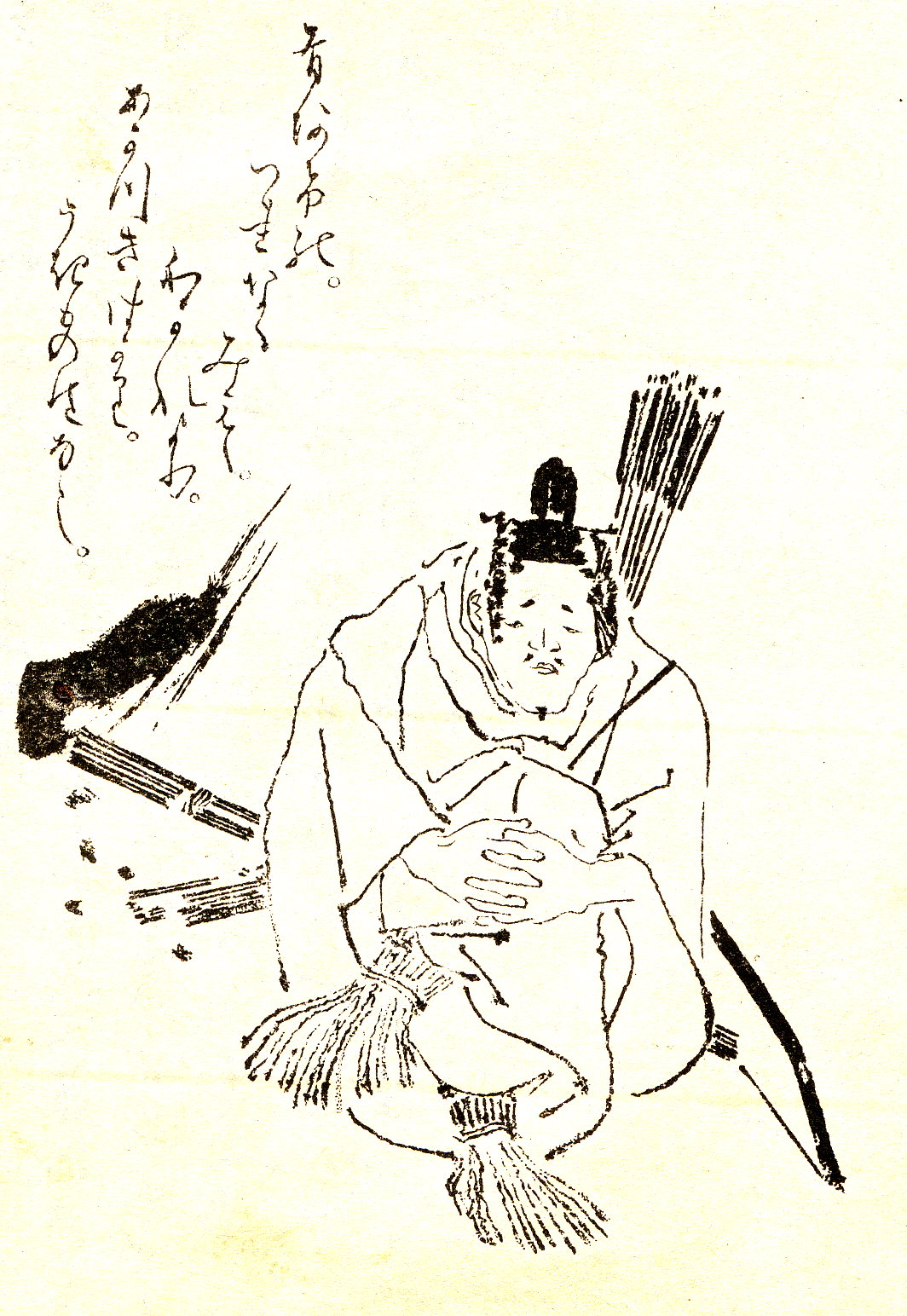
Mibu no Tadamine von Kikuchi Yosai

Mibu no Tadamine (jap. 壬生忠岑; * ca. 860; † ca. 920) war ein japanischer Waka-Dichter der Heian-Zeit. Er zählt zu den Sechsunddreißig Unsterblichen der Dichtkunst. Sein Sohn Mibu no Tadami war ebenfalls ein geachteter Waka-Dichter.
Obgleich er im öffentlichen Leben lediglich einen unteren Militärrang z. B. Mitglied der kaiserlichen Leibgarde zur Linken (sakon’e-fu) und der Palastwache zur Rechten (uemon-fu) bekleidete, so war Mibu no Tadamine zugleich ein Waka-Dichter höchsten Rangs. Er war Kompilator der Anthologie Kokin-wakashū. Neben dieser Gedichtsammlung ist zudem die Sammlung Tadamine-shū erhalten. Bekannt ist er auch für seine Teilnahme am Kampyō no Ontoki Kisai no Miya no Utaawase (寛平御時后宮歌合) zwischen 889 und 893, einem der ersten Dichtwettbewerbe (utaawase).
Dem Yamato Monogatari zufolge war er ein Zuishin von Fujiwara no Sadakuni.